# Breuer Imre
Breuer Imre (Veszprém, 1892. szeptember 29. – Budapest, 1962. január 11.) építőmérnök, építész, építkezési vállalkozó. A 20. század első felében, a Bauhaus magyarországi időszakában számos lakóépület építője.

## Életpályája
Korán elárvult, nagynénjénél nevelkedett, a veszprémi Piarista Gimnáziumba járt. Egyetemi tanulmányait a budapesti Királyi József Műegyetemen (a későbbi Budapesti Műszaki Egyetem) végezte. Egy rövid ideig a Berlin-Charlottenburg-i műegyetemen is hallgatott előadásokat. Mérnöki oklevelét 1914-ben szerezte a budapesti egyetemen.
Az oklevél megszerzése után a MÁV-nál helyezkedett el, majd az I. világháborúban elkerülhetetlen katonai frontszolgálat után vasúti mérnökként dolgozott a szegedi igazgatóságon. 1921-ben megalapította építőmérnöki vállalkozását. Klebelsberg Kuno kultuszminisztersége alatt részt vett az oktatás területén zajló nagy építkezési programok megvalósításában. Legnagyobb munkái, amelyeket Erdélyi és Fia céggel társas vállalkozásban végzett, az újonnan épített szegedi egyetemi klinikák épületeinek kivitelezése: Bel-, Bőr- és Nőgyógyászai Egyetemi Klinikák, a Dóm téri Egyetemi Fizikai Intézet, szegedi Építőipari Főiskola.

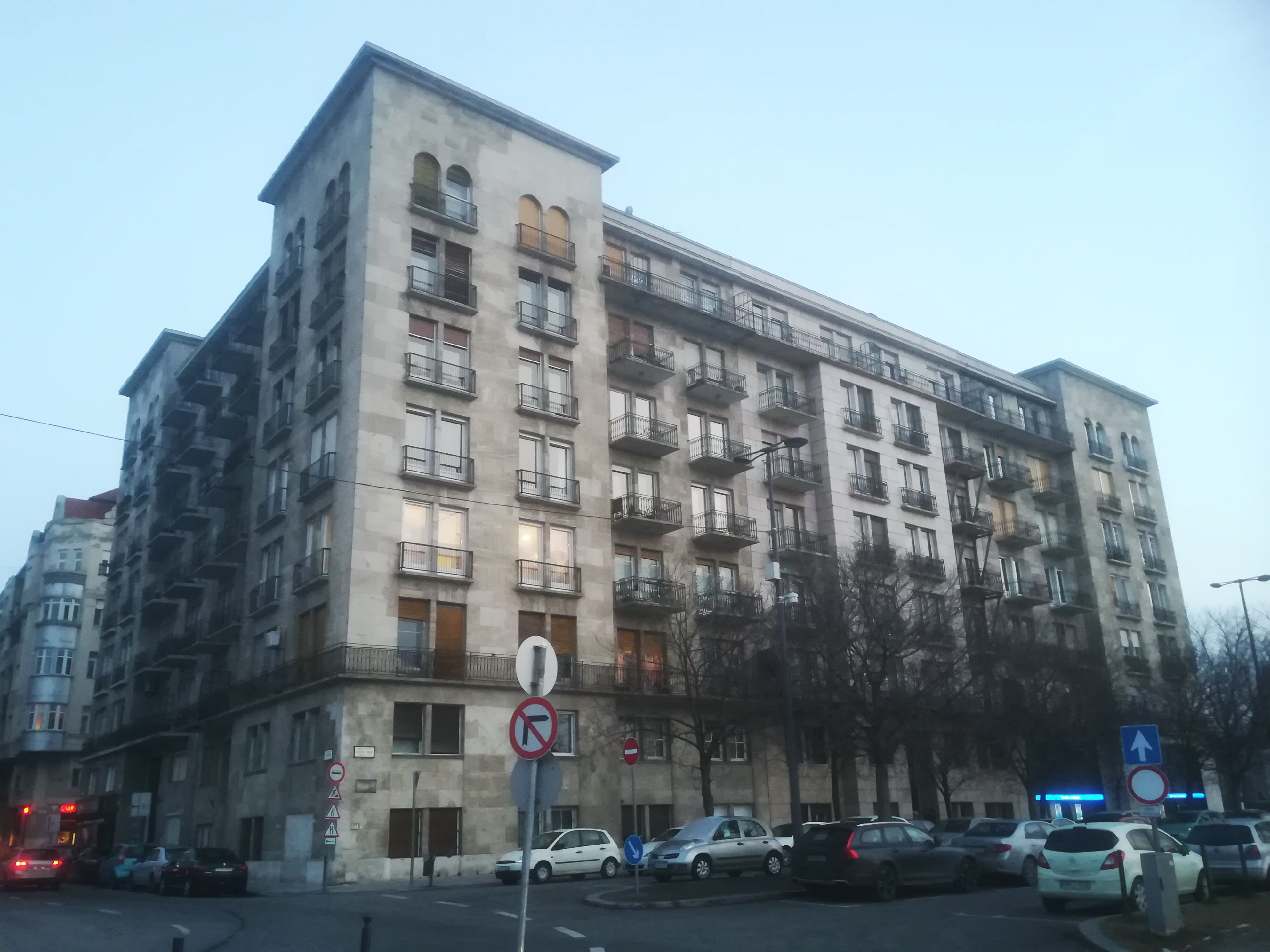
Budapest, Markó u. 1/a.

1934-től mérnöki irodáját és vállalkozását Budapestre helyezte át. A Bauhaus irányzat képviselőjeként nagy számú épületet épített, főként lakóházakat az akkor intenzíven beépülő Újlipótvárosban. A többséget kivitelezőként, de maga is többet tervezett. Legjelentősebb épületei: V. Markó utca 1/a. lakóház, Melinda üdülőház (XII. Melinda út 30/32.).
1944/45-ben vállalkozása és irodája működtetését korlátoznia, illetve „felfüggesztenie” kellett. 1945-ben újra indította tervező irodáját és vállalkozását. Részt vett az újjáépítésben, legjelentősebb munkája a felrobbantott Margit híd vasbeton pályaszerkezetének újjáépítése volt több vállalkozóval munkaközösségben. 1949-ben irodáját az államosítások következtében kénytelen volt megszüntetni. A BUVÁTI-nál helyezkedett el, majd osztályvezetőként innen ment nyugdíjba. 1962-ben hunyt el, haláláról beszámolt a Népszabadság.

### Családja
Breuer Gyula (1847–1902) írnok, magánzó és Landberger Mária (1858–1906) varrónő fiaként született. Apai nagyszülei Breuer Éliás veszprémi gabonakereskedő és Sonnenberg Júlia, anyai nagyszülei Landberger Gábor kapolcsi vegyeskereskedő és Goldstein Háni (1829–1903) voltak. Felesége Gonda Mária volt, akivel 1919-ben Dettán házasodott össze. Fiaik: György (1920) általános mérnök, Miklós (1927) vegyészmérnök.

## Nagyobb munkái, épített vagy tervezett épületei
1920-as évek:
- Szeged, SzTE Belgyógyászati Klinika
- Szeged, SzTE Bőrgyógyászati Klinika
- Szeged, SzTE Nőgyógyászai Klinika
- Szeged, Egyetemi Fizikai Intézet (Dóm tér)
- Szeged, Építőipari Főiskola

1934-től:
- Budapest, XIII. Radnóti Miklós (egykor Sziget) u. 39. lakóház (1934)
- Budapest, XIII. Tátra u. 32. lakóház (1934)
- Budapest, XIII. Tátra u. 29/b. lakóház (1935)
- Budapest, XIII. Hollán Ernő u. 43. lakóház (1935)
- Budapest, V. Markó u. 1/a. lakóház (1937)
- Budapest, XIII. Pozsonyi út 22. lakóház (1937)
- Budapest, XIII. Pozsonyi út 39. lakóház (1937)
- Budapest, XIII. Szt. István park 22. lakóház (1937)
- Budapest, XIII. Kresz Géza u. 41. lakóház (1939)
- Budapest, XIII. Kresz Géza u. 53/b. lakóház (1940)
- Budapest, XIII. Hollán Ernő u. 52. lakóház (1941)
- Budapest, XIII. Kresz Géza u. 8. lakóház (1941)
- Budapest, XII. Melinda út 30/32. üdülőház (1941)
- Budapest, II. Mandula u. 25. társasház (1943)
- Budapest, XI. Lágymányosi u. 28. lakóház
- Budapest, XIII. Victor Hugo (egykor Wahrmann) u. 32. lakóház
- Nyirbogdányi olajfinomító: épületek